# 금산세계인삼엑스포
금산세계인삼엑스포(World Ginseng Expo, Geumsan, Korea)는 대한민국 충청남도 금산군이 주최하고 재단법인 금산세계인삼엑스포 조직위원회가 주관하는 지역 축제이다. 인삼에 관련된 주제공연, 인삼퍼레이드, 거리퍼포먼스, 인삼캐기, 지자체 문화공연 등 이 행해진다. 금산세계인삼엑스포는 <생명의 뿌리, 인삼>이라는 주제로 개최되며, 자연과 인삼, 건강에 관련된 학술, 교역, 전시, 공연, 체험 등 다양한 교류의 장이 펼쳐진다.

## 역사
금산세계인삼엑스포는 금산인삼의 세계적 브랜드 이미지를 제고하여 국제 경쟁력을 강화하고 국내 인삼생산 및 유통 환경을 개선하기 위해 <생명의 뿌리, 인삼>이라는 주제를 가지고 2006년과 2011년 그리고 2017년 세 차례에 걸쳐 개최되었다.
제1회 금산세계인삼엑스포는 2006년 9월22일부터 10월 15일까지 금산인삼종합유통센터 앞에서 개최되었다. 제2회는 2011년에는 9월2일부터 10월3일까지 개최되었으며, 이 행사에서는 "1천년 된 고려인삼"이 공개되었다. 2017년 9월 22일부터 10월 23일까지 개최된, 제3회 금산세계인삼엑스포는 2018년 한국축제콘텐츠협회에서 주최한 제6회 대한민국축제콘텐츠대상 시상식에서 '대한민국축제 명예의 전당'상을 수상했다.

## 주요행사

### 공식행사
- 개삼제 : 2017 금산세계인삼엑스포의 시작을 알리고 성공적 개최를 기원. 태평무,판굿 공연, 본제, 기념촬영 및 사물놀이 공연
- 개막식 : 남녀노소 모두가 함께 즐기는 2017 금산세계인삼엑스포
- 개장식 : 취타대 공연, 개장선포 및 테이프 커팅, 인삼대종 타종 및 행사장 관람
- 폐막식 : 2017금산세계인삼엑스포의 성공적인 개최를 자축하며 행사를 지원한 사람들과 참여자의 노고를 치하하고, 지역 주민과 함께 어우러지는 화합의 장 마련

### 메인이벤트
- 역사 뮤지컬 700의 용(勇) : 임진왜란 금산을 배경으로 한 역사 뮤지컬
- 디지털 영화제
- 그랜드마칭콘서트
- 중부대의 날

### 한가위행사
- 한가위 트로트 대축전 : 지역 트로트가수들의 신나는 트로트 대축전
- 한가위 국악의 대향연
- 민속놀이 체험 : 굴렁쇠 굴리기, 딱지치기, 투호놀이, 대형 제기차기, 대형 윷놀이, 떡메치기
- 중요무형문화재 김대균 줄타기
- 한가위 특별 콘서트 : 성인가요, 트로트, 세미 트로트 등 다양한 장르의 음악과 함께 하는 한가위
- 장단에 춤추는 인삼 퍼포먼스 : 금산인삼엑스포의 성공을 기원하는 대붓퍼포먼스

### 체험행사
- 인삼 캐기 체험, 이봉 귀뜸봉, 홍삼 만들기, 인삼주 담그기, 인삼청 만들기, 인삼쿠키 만들기, 인삼 미스트 만들기 등

### 상설행사
- 인삼을 노래하는 버스킹 : 다양한 장르로 진행되는 다채로운 버스킹 공연
- 인삼 로드퍼포먼스 : 인삼로봇, 인삼요정, 인삼 에어아바타와 함께하는 로드퍼포먼스
- 인삼이 방울방울 버블쇼 : 버블을 활용한 관람객 참여형 퍼포먼스 공연
- 알쏭달쏭 인삼마술쇼 : 엑스포를 찾은 남녀노소 누구나 즐거운 추억을 만들 수 있는 매직 쇼가 엑스포 기간 중에 진행
- 색소폰 악단공연 : 색소폰 연주가 들려주는 재즈곡과 대중가요 공연
- 주제공연 : 금산인삼의 스토리를 현대적으로 해석한 엑스포 메인공연

## 수상내역
- 2018 대한민국 축제콘텐츠대상 축제경제 부문 대상[7][8]